# Manisa Futbol Kulübü
O Manisa Futbol Kulübü (mais conhecido como Manisa) é um clube profissional de futebol turco com sede na cidade de Manisa, capital da província homônima, fundado em 1994. Atualmente disputa a Segunda Divisão Turca.
Suas cores oficiais são o preto e o branco. Manda seus jogos oficiais no Mümin Özkasap Stadyumu, com capacidade máxima de 3 000 espectadores.

## História
Fundado em 1994 como Manisa Büyükşehir Belediyespor, adotou sua atual denominação em 2019, após a administração do clube que até então era de propriedade da prefeitura de Manisa ter sido transferida para o setor privado com sua aquisição por empresários locais quando passou a disputar regularmente as divisões profissionais do futebol turco, convertendo-se no principal clube da cidade após a falência do tradicional Manisaspor, que atualmente disputa as Ligas Regionais Amadoras.

## Títulos
- Quarta Divisão Turca (1): 2017–18

- Terceira Divisão Turca (1): 2020–21

### Campanhas de destaque
- Playoffs da Quarta Divisão Turca (semifinais): 2016–17
- Playoffs da Terceira Divisão Turca (semifinais): 2018–19
- Playoffs da Terceira Divisão Turca (final): 2019–20